# Karl Serreqi
Karl Serreqi OFM (* 2. Februar 1911 in Shkodra; † 5. April 1954 im Gefängnis von Burrel) war ein franziskanischer Ordenspriester, der im atheistischen Albanien des Enver-Hoxha-Regimes unter Folter das Beichtgeheimnis wahrte, zunächst zum Tode, später zu lebenslanger Haft verurteilt wurde und dann im Gefängnis verstarb. Er gehört zu den Achtunddreißig Märtyrern von Albanien.

## Leben
Karl Serreqi wurde am 2. Februar 1911 in Shkodra als dritter Sohn seiner Eltern geboren und auf den Namen Ndoc getauft. Er besuchte die Schule der Franziskaner und trat in deren Orden ein; dort erhielt er den Ordensnamen Karl. Sein Theologiestudium absolvierte er in Brescia. Ende Juni 1936 wurde er zum Priester geweiht. Als Pfarrer wirkte er in einer sehr schwierigen Gemeinde in den Bergen (Region von Lekbibaj). 
Der Sicherheitsdienst des kommunistischen Regimes wollte von ihm erfahren, was eine „politische Person“ ihm in der Beichte anvertraut hatte. Als Pater Karl Serreqi sich weigerte, diese Information zu geben, wurde er am 9. Oktober 1946 verhaftet. Auch unter der Folter wahrte er das Beichtgeheimnis. Am 18. Januar 1947 wurde er zum Tod verurteilt, wenige Tage später wurde die Strafe in lebenslange Haft umgewandelt. Pater Karl Serreqi starb im Gefängnis von Burrel am 5. April 1954.

## Märtyrer
Pater Karl Serreqi gilt als Märtyrer des Beichtgeheimnisses. Die Seligsprechung von Pater Karl Serreqi und 37 weiteren Märtyrern fand am 5. November 2016 in Shkodra statt. Der Präfekt der Kongregation für die Selig- und Heiligsprechungsverfahren, Kardinal Angelo Amato, leitete im Auftrag von Papst Franziskus die Feierlichkeiten.